# Pristaulacus secundus
Pristaulacus secundus är en stekelart som först beskrevs av Cockerell 1916.  Pristaulacus secundus ingår i släktet Pristaulacus och familjen vedlarvsteklar. Inga underarter finns listade i Catalogue of Life.